# بيانات موضوعية مكانية
البيانات الموضوعية المكانية (بالإنجليزية: Spatial thematic data)‏
هي بيانات مكانية تختص مجالاً معيناً كعلم المناخ أو دراسة التربة أو الدراسات السكانية و المنسوبة إلى مرجع مكاني.
إن هذا المرجع المكاني (أو المرجع الجغرافي) يمكن أن يتم تعريفه بشكل مباشر من خلال الاحداثيات أو بشكل غير مباشر بذكر العنوان و المنطقة الإدارية التي يتبع لها.
بشكل عام يمكن القول بأن البيانات الموضوعية المكانية هي جميع البيانات المكانية باستثناء البيانات الأساسية المكانية.
نظراً لاعتماد البيانات الموضوعية المكانية على الإحصائيات و التربة و حماية البيئة فإنها تجرى من قبل الجهات الحكومية الرسمية.

## مواضيع ذات صلة
- البيانات الأساسية المكانية
- بيانات مكانية
- بنية البيانات المكانية
- قاعدة بيانات